# Batalla de Tziràl·lon
La batalla de Tziràl·lon, d'Adrianòpolis o batalla de Campus Serenus va ser una de les guerres civils que es van donar durant la tetrarquia romana (306-324). La batalla va succeir prop d'Heraclea Síntica el 30 d'abril de l'any 313 a Tziràl·lon (prop d'Adrianòpolis a Grècia) entre les tropes de l'emperador romà Licini I i Maximí Daia, en lluita pel domini de la meitat oriental de l'Imperi Romà.

## Context històric
Després de la mort de Galeri l'any 311, l'Imperi Romà tenia quatre emperadors, Constantí I, que governava a la Gàl·lia, Hispània i Britànnia; Maxenci, a Àfrica i a Itàlia; Maximí Daia a l'Àsia romana i a Egipte; i Licini a Macedònia, Grècia i Il·líria. Tant Maxenci com Maximí van mostrar aviat les seves intencions expansionistes i es van aliar per lluitar contra Constantí i Licini, i van acordar que Maxenci conqueriria les províncies de l'oest d'Europa i Maximí Daia les de l'est. Constantí, al veure l'amenaça, es va apropar a Licini per tal d'establir un acord, i es va assegurar de la seva neutralitat. Llavors va atacar per sorpresa Maxenci l'any 312 i el va derrotar en la batalla del Pont Milvi, on Maxenci va morir. Constantí va enviar un missatge amistós a Licini proposant-li una trobada a Milà per segellar una aliança, i li va oferir com a esposa la seva germana Flàvia Valèria Constància per garantir-la.
Mentrestant Maximí Daia havia començat a fer moviments per ocupar el territori de Licini. Va aprofitar que havia anat a Milà, i amb un exèrcit de 70.000 homes va arribar a Bizanci, ciutat que va ocupar. Licini va sortir precipitadament de Milà i va recollir pel camí uns 30.000 soldats de les terres d'Il·líria, sense temps per preparar-se ni reclutar-ne més. Hi va haver un intent de negociació, que no va arribar a bon terme per la mala fe mostrada pels dos bàndols, i van haver de recórrer a les armes. Els exèrcits es van enfrontar a Çorlu, a la Província de Tekirdağ.

## La batalla
Tot i el seu desavantatge numèric, Licini es va enfrontar a Maximí Daia i el va vèncer, destruint les legions enemigues i obligant Maximí a fugir. La disciplina i l'experiència de les forces de Licini es van imposar a l'enemic. Maximí va fugir disfressat amb la roba d'un serf cap a Nicomèdia i després cap a Tars, on segurament va morir enverinat. Licini va fer matar la seva dona i el seu fill.